# Ciudades y pueblos del Líbano

Las ciudades y pueblos del Líbano a partir del año 2003 se encuentran territorialmente dentro de 8 gobernaciones. Dentro de cada gobernación existen distritos, en total son 25.

## Gobernaciones y sus distritos

### Beirut
- Beirut

### Akkar
- Accar (Halba)

### Baalbek-Hermel
- Baalbek (Baalbek)
- Hermel (Hermel)

### Monte Líbano
- Baabda (Baabda)
- Aley (Aley)
- Metn (Jdeideh)
- Keserwan (Jounieh)
- Chouf (Beit ed-Dine)
- Jbeil (Byblos)

### Norte
- Trípoli (Trípoli)
- Zghorta (Zghorta / Ehden)
- Bisharri (Bisharri)
- Batroun (Batroun)
- Koura (Amioun)
- Minieh-Denieh (Minieh / Syr Denieh)

### Bekaa
- Zahlé (Zahlé)
- Rachaya (Rachaiya) ((Chtaura))
- Bekaa occidentale (Joub Jenin)

### Sur
- Sidon (Sidon)
- Jezzine (Jezzine)
- Tiro (Tiro)

### Nabatiye
- Nabatieh (Nabatieh)
- Maryayún (Maryayún)
- Hasbaya (Hasbaya)
- Bint-Jbeil (Bint-Jbeil)

## Federación de municipios
A su vez existe una organización para los municipios que se denomina Federación de Municipios, que se remonta al año 1965, que fue creada para atender problemas comunes de las localidades vecinas, control sobre incendios, control sobre mataderos, control de los residuos, control de los alcantarillado y la seguridad vial. Se crearon las siguientes federaciones: Kesrouane, Saida, oeste de la Bekaa, Chouf, Matn Ech Chemali y Es Sahli Oual Aoussat, entre otras, en la actualidad del año 2010, existen 37 federaciones. Los pueblos y ciudades son administrados por un municipio, que es formado por un consejo y presidido por uno de sus integrantes quien tiene la autoridad, para aplicar las políticas que el consejo determine. El primer municipio del Líbano fue creado en el año 1864 en la localidad de Deir el Qamar.

## Localidades
(En el Líbano hay 851 localidades, el 56,21% de la población vive en 19 municipios, lo que da un promedio de 2.158 personas por localidad.)